# Алісівка (Лозівський район)
Алі́сівка —  село в Україні, у Близнюківській селищній громаді Лозівського району Харківської області. Населення становить 610 осіб. До 2020 орган місцевого самоврядування — Алісівська сільська рада.

## Географія
Село Алісівка знаходиться на одному з відрогів балки Глибока на якій зроблено кілька загат. Частина села раніше називалася Червоний Шпиль.

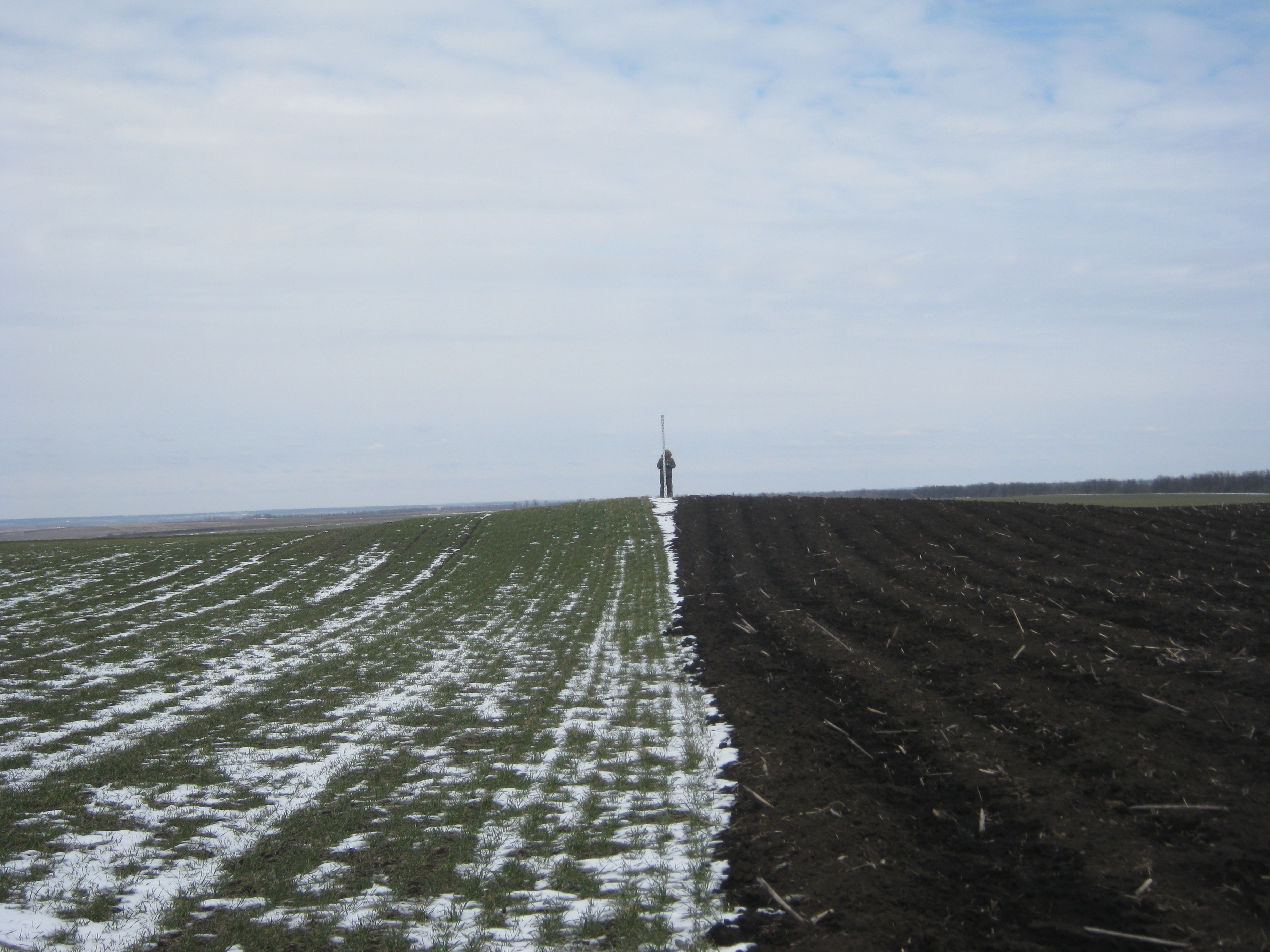
Курган за 3,38 км на південний схід від західного в'їзду до села Алісівка.

## Історія
1889 - дата заснування.
У 1941-1943 рр. село Алісівка неодноразово було місцем запеклих боїв радянських воїнів з німецько-нацистськими загарбниками. За село билися воїни 63-го кавалерійського полку. Запеклі бої точилися навесні та влітку 1943 року. Остаточно село було звільнене у ході вересневих боїв 1943 року. Радянські воїни, які загинули в боях при оборонні та визволенні Алісівки, поховані в братській могилі в центрі села. Всього поховано 32 воїни, з них відомі прізвища 8-х.
12 червня 2020 року, відповідно до Розпорядження Кабінету Міністрів України № 725-р «Про визначення адміністративних центрів та затвердження територій територіальних громад Харківської області», увійшло до складу Близнюківської селищної громади.
19 липня 2020 року, в результаті адміністративно-територіальної реформи та ліквідації Близнюківського району,  увійшло до складу Лозівського району Харківської області.

## Економіка
- Основний напрямок в сільському господарстві - рослинництво. Тваринництво - в присадибних господарствах жителів.

## Культура
- Школа.
- Будинок культури.